# Rubus jansenii
Rubus jansenii är en rosväxtart som beskrevs av Heinrich E. Weber. Rubus jansenii ingår i släktet rubusar, och familjen rosväxter. Inga underarter finns listade i Catalogue of Life.